# Заліська сільська рада (Народицький район)
| Заліська сільська рада — колишня адміністративно-територіальна одиниця та орган місцевого самоврядування у Народицькому районі Коростенської й Волинської округ, Київської і Житомирської областей Української РСР та України з адміністративним центром у с. Залісся. Сільській раді були підпорядковані населені пункти: - с. Залісся - с. Давидки |

## Населення
Кількість населення ради, станом на 1923 рік, становила 1 924 особи, кількість дворів — 395.
Відповідно до результатів перепису населення СРСР, кількість населення ради, станом на 12 січня 1989 року, становила 857 осіб.
Станом на 5 грудня 2001 року, відповідно до перепису населення України, кількість мешканців сільської ради становила 670 осіб.

## Склад ради
Рада складалася з 12 депутатів та голови.

## Керівний склад сільської ради
| ПІБ                             | Основні відомості                                                                     | Дата обрання | Дата звільнення |
| ------------------------------- | ------------------------------------------------------------------------------------- | ------------ | --------------- |
| Кураченко Петро Павлович        | Сільський голова, 1965 року народження, освіта                                        | 26.03.2006   | 31.10.2010      |
| Кураченко Людмила Володимирович | Сільський голова, 1969 року народження, освіта середня загальна, член Партії регіонів | 31.10.2010   | 09.09.2012      |
| Гаврильчук Віктор Володимирович | Сільський голова, 1970 року народження, освіта вища, безпартійний                     | 09.09.2012   |                 |

Примітка: таблиця складена за даними джерела

## Історія
Створена 1923 року в складі сіл Залісся, Мотійки та Ступища Христинівської волості Овруцького повіту Волинської губернії. 7 березня 1923 року увійшла до складу новоствореного Народицького району Коростенської округи.
Станом на 1 вересня 1946 року сільська рада входила до складу Народицького Житомирської області, на обліку в раді перебували села Залісся, Мотійки та Ступища.
Ліквідована 11 серпня 1954 року, відповідно до указу Президії Верховної ради Української РСР «Про укрупнення сільських рад по Житомирській області», територію та населені пункти приєднано до складу Христинівської сільської ради Народицького району Житомирської області.
Відновлена 3 жовтня 1986 року в складі Народицького району, відповідно до рішення Житомирського облвиконкому № 161 «Про зміни в адміністративно-територіальному устрої Народицького району», з підпорядкуванням сіл Залісся Христинівської сільської ради та Давидки Радчанської сільської ради.
Припинила існування 17 листопада 2015 року через об'єднання до складу Народицької селищної територіальної громади Народицького району Житомирської області.